# 1855
Промислова революція •  Національно-визвольні рухи • Робітничий рух •  Російська імперія

## Геополітична ситуація
У Росії імператора Миколу I змінив Олександр II (до 1881). Російській імперії належить більша частина України, значна частина Польщі, Грузія, Закавказзя, Фінляндія, Аляска. Україну розділено між двома державами — Королівство Галичини та Володимирії належить Австрії, Правобережжя, Лівобережжя та Крим — Російській імперії.
В Османській імперії править султан Абдул-Меджид I (до 1861). Під владою османів перебувають Близький Схід та Єгипет, Середземноморське узбережжя Північної Африки, Болгарія. Васалами османів є Сербія та Боснія, Волощина та Молдова.
В Австрійській імперії править Франц-Йосиф I (до 1916). Імперія охоплює, крім власне австрійських земель, Угорщину з Хорватією, Трансильванію, Богемію, Північну Італію. Король Пруссії — Фрідріх-Вільгельм IV (до 1861). Королівство Баварія очолює Максиміліан II (до 1864). Австрія, Пруссія, Баварія та інші німецькомовні держави об'єднані в Німецький союз.
У Франції править Наполеон III Бонапарт (до 1870). Франція має колонії в Алжирі, Карибському басейні, Південній Америці та Індії. На троні Іспанії сидить Ізабелла II (до 1868). Королівству Іспанія належать частина островів Карибського басейну, Філіппіни. У Португалії Марію II змінив Педру V (до 1861). Португалія має володіння в Африці, Індії, Індійському океані й Індонезії.
У Великій Британії триває Вікторіанська епоха — править королева Вікторія (до 1901). Британія має колонії в Північній Америці, на Карибах та в Індії. Королівство Нідерланди очолює Віллем III (до 1890). Король Данії та Норвегії — Фредерік VII (до 1863), на шведському троні сидить Оскар I (до 1859). Італія розділена між Австрією та Королівством Обох Сицилій. Існує Папська держава з центром у Римі.
Бразильську імперію очолює Педру II (до 1889). Посаду президента США обіймає Франклін Пірс. Територія на півночі північноамериканського континенту, Провінції Канади, належить Великій Британії, територія на півдні континенту — Мексиці.
В Ірані при владі Каджари. Британська Ост-Індійська компанія захопила контроль над Індостаном. У Бірмі править династія Конбаун, у В'єтнамі — династія Нгуєн. У Китаї володарює Династія Цін, триває Тайпінське повстання. В Японії триває період Едо.

## Події

### В Україні
- На українських теренах тривала Кримська війна.
- Спалахнув селянський рух, що дістав назву київська козаччина.

### У світі
- 5 лютого прем'єр-міністром Великої Британії став Генрі Джон Темпл Пальмерстон.
- 17 лютого негусом Ефіопії став Теводрос II.
- 2 березня на трон Російської імперії піднявся Олександр II.
- 16 липня Велика Британія надала самоуправління австралійським колоніям.
- 9 вересня англійсько-французькі війська захопили Севастополь.
- 7 листопада Девід Лівінгстон першим із європейців побачив водоспад Вікторія в Африці.
- 11 грудня Ігнасіо Комонфорт став тимчасовим президентом Мексики.

### У суспільному житті
- Побудована Панамська залізниця, яка згодом перетворилась на державну залізницю Панами.
- У Бразилії побудована перша залізнична лінія Ріо-де-Жанейро — Петрополіс.
- Засновано Університет штату Пенсільванія.
- У Парижі проведено Всесвітню виставку.
- Випущено Офіційну класифікацію вин Бордо.
- У Лондоні почали друкувати газету «Дейлі телеграф».

### У науці
- Німецький фізіолог Адольф Фік сформулював закони дифузії — закони Фіка.
- Джеймс Клерк Максвелл записав систему рівнянь, що описує електромагнітне поле, чим створив класичну електродинаміку і показав природу світла як електромагнітних хвиль.
- Генрі Бессемер подав заявку на патент на бессемерів процес.

### У мистецтві
- Генрі Лонгфелло опублікував твір «Пісня про Гайавату».
- Волт Вітмен видав збірку віршів «Листя трави».
- Джузеппе Верді скомпонував оперу «Сицилійська вечірня».

### У спорті
- У Шеффілді відкрився стадіон Бремолл Лейн — перший великий сучасний стадіон у світі.
- У Канаді приблизно цього року шайба замінила м'яч у хокейних матчах.

## Народились
Див. також Категорія:Народились 1855
- 5 січня — Кінг Кемп Жиллетт, американський винахідник і виробник безпечних бритв і лез
- 18 лютого — Левко Платонович Симиренко, український вчений, помолог і плодовод; вивів сорт яблук — ренет Симиренка
- 13 березня — Ловелл Персіваль, американський астроном
- 7 травня — Кащенко Микола Феофанович, український біолог, академік
- 10 вересня — Роберт Колдевей, британський археолог

## Померли
Див. також Категорія:Померли 1855
- 2 березня — Микола I Романов, російський імператор (з 1825 р.).
- 26 листопада — Адам Міцкевич, польський поет.